# Soucelles
Soucelles är en kommun i departementet Maine-et-Loire i regionen Pays de la Loire i nordvästra Frankrike. Kommunen ligger i kantonen Tiercé som tillhör arrondissementet Angers. År 2018 hade Soucelles 2 581 invånare.

## Befolkningsutveckling
Antalet invånare i kommunen Soucelles
| Referens: INSEE |